# Belgiens Grand Prix 1960
Belgiens Grand Prix 1960 var det femte av tio lopp ingående i formel 1-VM 1960.

## Rapport
Detta är en av de mest olycksdrabbade helgerna i formel 1:s historia. Två förare skadades allvarligt under fredagens träning och två andra omkom under loppet. Stirling Moss fick drivaxelproblem och kraschade. Han kastades ur sin bil och bröt båda benen. Mike Taylor fick problem med styrningen och kraschade mot några träd vid sidan av banan och skadades så svårt att hans racingkarriär därmed var över.
Själva loppet skulle dock bli en katastrof. I första startledet stod Jack Brabham, Tony Brooks och Phil Hill och från andra raden startade hemmaföraren Olivier Gendebien och Graham Hill. Brabham tog ledningen från start och behöll den sedan in i mål. Gendebien gjorde en bra start och tog sig upp på andra plats men blev sedan passerad av Innes Ireland, som dock var tvungen att bryta strax efteråt. På sjuttonde varvet kämpade Chris Bristow och Willy Mairesse om sjätteplatsen. Bristow tappade kontrollen över sin bil vid Malmedy och kraschade och kastades ur bilen och omkom. En stund senare träffades Alan Stacey i ansiktet av en fågel som medförde att han även han kraschade och kastades ur bilen och omkom.
Jack Brabham vann loppet före stallkamraten Bruce McLaren vilket innebar en dubbelseger för Cooper men något firande blev det inte. Detta förblev den mörkaste tävlingen fram till weekenden i San Marino 1994.

## Resultat
1. Jack Brabham, Cooper-Climax, 8 poäng
2. Bruce McLaren, Cooper-Climax, 6
3. Olivier Gendebien, Reg Parnell (Cooper-Climax), 4
4. Phil Hill, Ferrari, 3
5. Jim Clark, Lotus-Climax, 2
6. Lucien Bianchi, ENB (Cooper-Climax), 1

### Förare som bröt loppet
- Graham Hill, BRM (varv 35, motor)
- Alan Stacey, Lotus-Climax (24, fatal olycka) †
- Willy Mairesse, Ferrari (23, transmission)
- Wolfgang von Trips, Ferrari (22, transmission)
- Chris Bristow, Reg Parnell (Cooper-Climax) (19, fatal olycka) †
- Chuck Daigh, Scarab (16, motor)
- Joakim Bonnier, BRM (14, motor)
- Innes Ireland, Lotus-Climax (13, olycka)
- Dan Gurney, BRM (4, motor)
- Tony Brooks, Reg Parnell (Cooper-Climax) (2, växellåda)
- Lance Reventlow, Scarab (1, motor)

### Förare som ej startade
- Stirling Moss, R R C Walker (Lotus-Climax) (olycka)
- Mike Taylor, Taylor-Crawley Racing Team (Lotus-Climax) (olycka)